# Budynek przy ul. Wola Zamkowa 17 w Toruniu
Budynek przy ul. Wola Zamkowa 17 w Toruniu – budynek mieszkalny, pochodzący z końca XIX w., zbudowany na potrzeby urzędników związanych z Twierdzą Toruń (Fortifikation Beamtenhaus). Obiekt wpisany jest do gminnej ewidencji zabytków (nr 2149).
Budynek znajduje się we wschodniej części Zespołu Staromiejskiego, przy ul. Wola Zamkowa 17.
Historyczne numery adresowe budynku: Nowe Miasto 150, Karlstraße 11.

## Historia
Budynek powstał w 1890 roku i pierwotnie mieścił mieszkania służbowe dla urzędników Twierdzy Toruń (niem. Fortifikation Beamtenhaus).

## Architektura

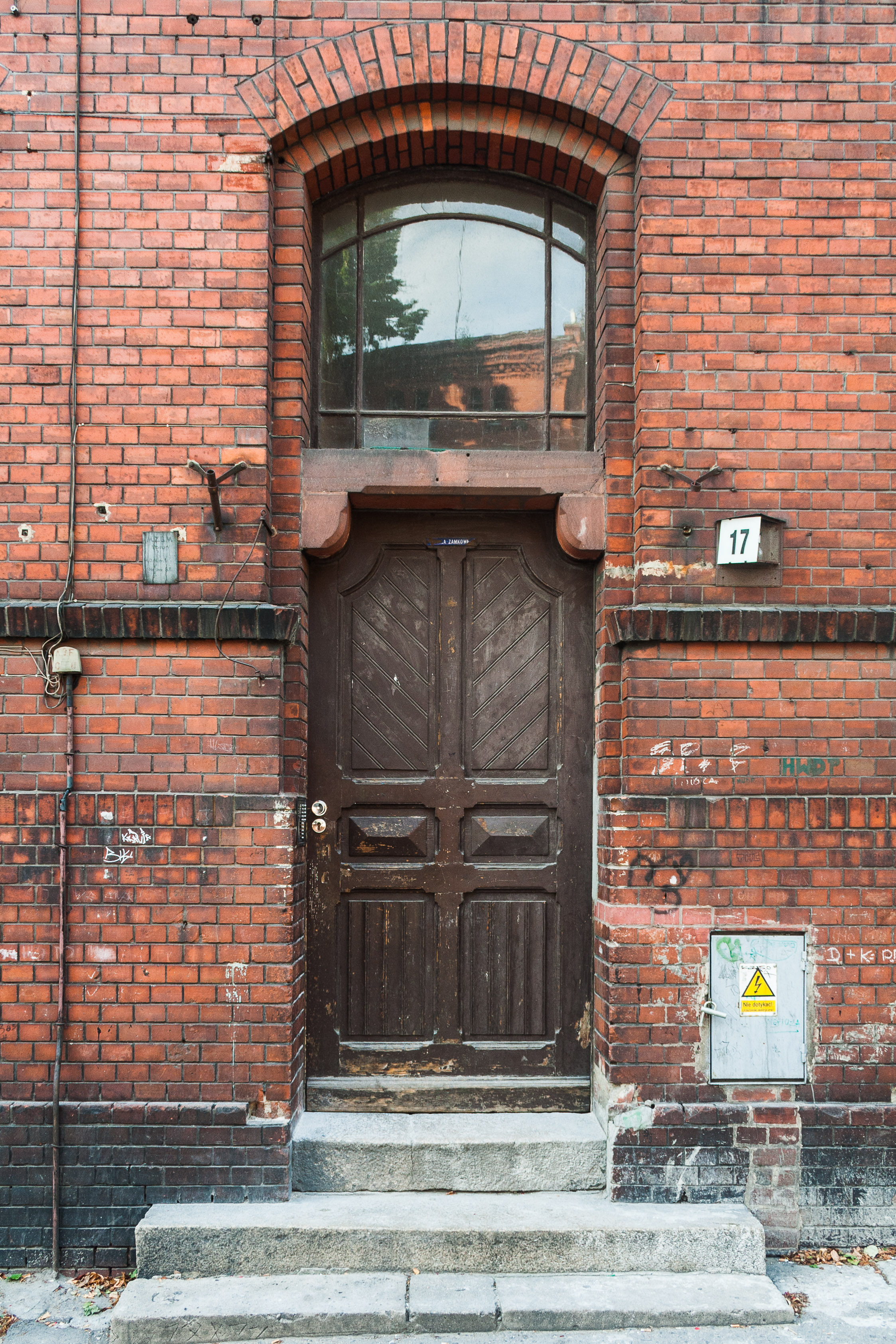
Wejście główne

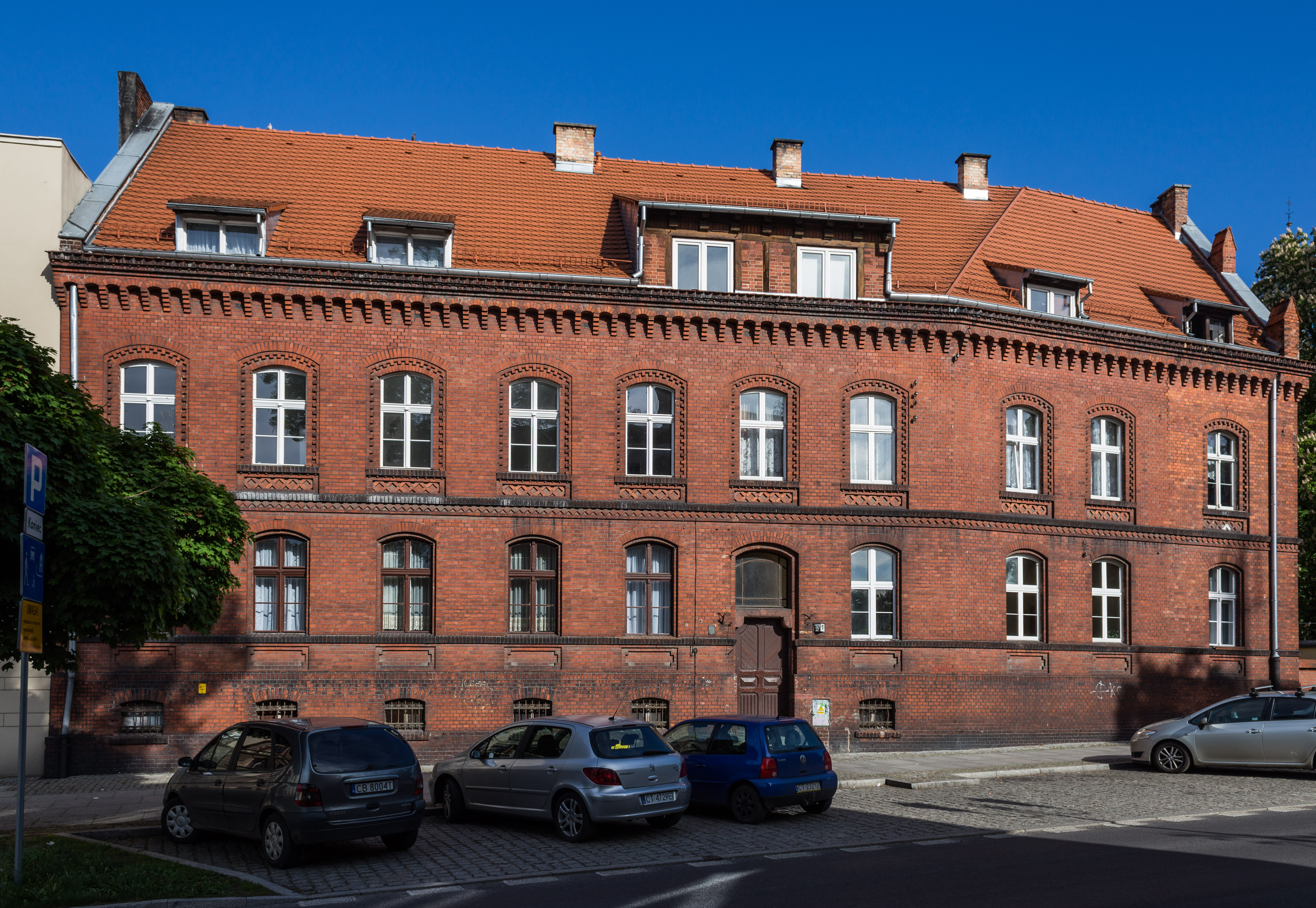
Widok od strony wschodniej

Budynek wzniesiono w południowo-wschodnim narożu działki, na planie prostokąta, ze ścięciem w części północno-wschodniej, spowodowanym koniecznością dostosowania kształtu działki do przebiegu ulicy Wola Zamkowa. Budynek ma suterenę, dwie kondygnacje oraz użytkowe poddasze. Jako materiału użyto cegły oraz czerwonego piaskowca (nadproże wejścia głównego). Styl można bardzo ogólnie określić jako nawiązujący do neogotyku. Elewacja główna znajduje się od strony wschodniej (ul. Wola Zamkowa), od strony południowej budynek przylega do sąsiedniej kamienicy. W partii suteren zastosowano cokół, pod oknami parteru biegnie skośny gzyms łączący się z zewnętrznymi parapetami. Parter i piętro oddziela fryz. Elewację wieńczy gzyms wsparty na ceglanych machikułach. W dachu widoczne są lukarny, z których środkowa została wzniesiona w konstrukcji szkieletowej. Okna zamknięte są odcinkowo, umieszczone w uskokowych wnękach (na piętrze dodatkowo urozmaiconych wysuniętymi cegłami). Pod oknami parteru i piętra umieszczono prostokątne płyciny, które na piętrze wypełnione są ceglanymi kratami. Wejście główne znajduje się pośrodku elewacji frontowej, umieszczone jest w ostrołukowej, jednouskokowej wnęce. Nad wejściem umieszczono piaskowcowe nadproże, wsparte na machikułach, powyżej którego jest nadświetle. Elewację północną wieńczy trójkątny szczyt, wypełniony tynkowaną wnęka o wykroju schodkowym. Szczyt ten dzielą trzy lizeny, przechodzące w pinakle.